# 若山晃久
若山晃久（日语：／ Wakayama Akihisa，6月27日—），日本男性聲優，愛知縣出身。屬Sigma Seven e。

## 經歷
自言職業生涯選擇係受《超時空要塞Frontier》中中村悠一演藝的影響。

## 出演作品
粗體字為主要角色

### 電視動畫
2015年
- 學戰都市Asterisk（學生C、校徽的機械音聲）[1]

2016年
- 學戰都市Asterisk 第2期（界龍學生）[1]
- 時間飛船24（時夫）[3]
- 少女編號（選拔會主持）[1]

2017年
- 愛麗絲與藏六（部下）[1]
- 歡迎來到實力至上主義的教室（神崎隆二）[4]
- 時間飛船24 逆襲的三惡人（時夫）[1]

2018年
- 三顆星彩色冒險（男性）[1]
- 愛在雨過天晴時（男學生）[1]
- 多田君不戀愛（學生）[1]
- 魔法律事務所（男）
- 哥布林殺手（少年斥候、哥布林）[1]

2019年
- 不吉波普不笑（小丑）
- 叛逆性百萬亞瑟王 第2期（兵士）
- 一拳超人2（明太）
- 我們真的學不來！第2期（男中学生B）
- 放學後桌遊俱樂部

2020年
- 戰翼的希格德莉法（駕駛員、隊員、觀光客、你們、機修工、飛行隊員、維修班）
- 大貴族（萊基斯‧K‧蘭德格勒）[5]

2021年
- 持續狩獵史萊姆三百年，不知不覺就練到LV MAX（村人A）
- 陰晴不定的體操哥哥（药剂店店员）

2022年
- 歡迎來到實力至上主義的教室 2nd Season（神崎隆二）

2023年
- 飆速宅男 LIMIT BREAK（觀衆）

2024年
- 歡迎來到實力至上主義的教室 3nd Season（神崎隆二）
- 神明渴求著遊戲。（キルギス）
- 殺手寓言（年輕男性）
- 敗北女角太多了！（男學生）
- BLUE LOCK 藍色監獄 VS. U-20 JAPAN（閃堂秋人[6]）

### 網路動畫
2024年
- 時光巡邏隊（並平凡[7]）

### 遊戲
2017年
- 神殿戰記（阿基里斯、賽維爾）〔Android／iOS〕[8][9]

2018年
- 幻想大陸Elestoria（阿基里斯、賽維爾）〔Android／iOS〕[10][11]
- 偵探 神宮寺三郎系列 代達洛斯：黃金爵士樂的覺醒（日语：探偵 神宮寺三郎シリーズ）（神宮寺三郎〈少年期〉）〔PS4／NintendoSwitch／PC(Steam)〕[12][13]

## 註解
1. 1 2 3 4 5 6 7 8 9 10  . Sigma Seven e.   [2016年10月20日]. （原始内容存档于2019年4月13日）.
2. ↑  . AT-X.   [2016年10月20日]. （原始内容存档于2016年8月8日）.
3. ↑  . 動畫. Mynavi News. 2016年7月27日  [2016年10月20日]. （原始内容存档于2016年11月1日） （日语）.
4. ↑  . animate Times. 2017年5月15日  [2017年6月10日]. （原始内容存档于2017年10月24日） （日语）.
5. ↑  . 電視動畫「大貴族」官方網站.   [2021年6月7日]. （原始内容存档于2020年12月3日） （日语）.
6. ↑  . Comic Natalie. 2024-06-24  [2024-06-24]. （原始内容存档于2024-06-26） （日语）.
7. ↑  . Comic Natalie. 2023-10-04  [2023-10-04]. （原始内容存档于2023-10-05） （日语）.
8. ↑  sanchan. . 遊戲基地. 2017年9月21日  [2018年11月18日]. （原始内容存档于2018年11月18日） （中文（臺灣））.
9. ↑  . 奧爾資訊.   [2018年11月18日]. （原始内容存档于2020年12月3日） （中文（臺灣））.
10. ↑  犬拓. . 巴哈姆特. 2018年4月18日  [2018年11月18日]. （原始内容存档于2019年4月25日） （中文（臺灣））.
11. ↑  . Fami通APP. 2018年10月24日  [2018年11月18日]. （原始内容存档于2019年11月13日） （日语）.
12. ↑  . niconico. 2018年10月20日  [2018年11月18日] （日语）.
13. ↑  KEN. . 巴哈姆特. 2018年7月26日  [2018年11月18日]. （原始内容存档于2019年4月25日） （中文（臺灣））.

## 外部連結
- 若山晃久 事務所官方簡歷 （页面存档备份，存于）（日語）